# Christopher Larkin (componist)
Christopher James Larkin (Adelaide) is een Australische componist voor computerspellen, film en televisie, vooral bekend door zijn werk aan Hollow Knight en het aankomende vervolg Hollow Knight: Silksong. Enkele van zijn andere werken zijn Pac-Man 256, Outfolded, TOHU, en Hacknet.

## Biografie

### Opleiding
Larkin studeerde compositie aan de Brighton Secondary School, daarna aan het Elder Conservatorium of Music in Adelaide. Zijn mentoren waren Mr. John Polglase, Prof. Charles Bodman Rae, en Prof. Graeme Koehne.

### Carrière
Larkin begon op jonge leeftijd met het componeren van muziek, en werkte samen met studenten die films produceerden toen hij naar het Elder Conservatorium ging voor muziek. Hij werkt nu als professioneel componist en sound designer voor visuele media zoals Film, TV en Video games. Hij werkt vaak samen met visuele artiesten, waaronder Ari Gibson van Team Cherry met wie hij heeft samengewerkt voor de hit indie-titel Hollow Knight.

### Compositorische stijl
In zijn muziek integreert Larkin elementen van zijn klassieke opleiding met een uiteenlopend scala aan muziekstijlen. Hij haalt zijn inspiratie uit klassieke componisten als Debussy, maar ook uit visuele-mediacomponisten als James Newton, Joe Hisaishi en Koji Kondo.
Larkins meest opmerkelijke werk, de soundtrack van Hollow Knight, wordt gekenmerkt door "donkere elegantie en melancholie". De soundtrack is grotendeels orkestraal en maakt gebruik van terugkerende leidmotieven in verschillende nummers, die vaak overeenkomen met een locatie of personage. Larkin verwerkte ook texturale en instrumentale thema's in de score, zoals het gebruik van gitaarharmonieken om de glinsterende omgeving van de in-game locatie Crystal Peaks weer te geven. Hij zet zijn samenwerking met Team Cherry voort op het aankomende vervolg van Hollow Knight, Hollow Knight: Silksong.
Voor het avonturenspel TOHU, geproduceerd door Fireart Games, gebruikte Larkin het Digital Audio Workstation Cubase om een muzikale score te creëren die het grillige verhaal en de visuals van het spel weerspiegelt. Zijn proces bestond uit het observeren van de gameplay die hem door de ontwikkelaars was toegestuurd, en het sonisch interpreteren van die visuele elementen.

## Prijzen
- Best Sound Design op de South Australian Screen Awards 2016
- Best Composition op de South Australian Screen Awards 2015
- Best Sound for Interactive Media op de ASSG Awards 2017[9]